# Natalia Tena

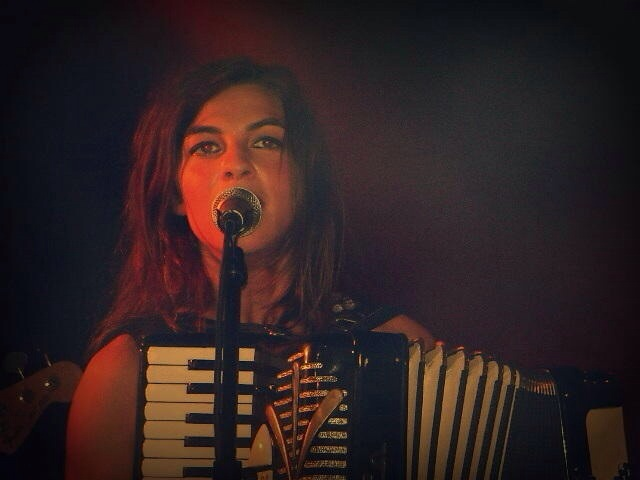
Tena az együttese koncertjén 2013-ban

Natalia Gastiain Tena (London, 1984. november 1. –) brit színésznő és zenész. Ismert mint Nymphadora Tonks a Harry Potter filmekből és Osha a Trónok harca sorozatból.
A Molotov Jukebox együttes vezetője mint vezető énekes, harmonikán is játszik. A banda 2014-ben adta ki új albumát Carnival Flower címmel.[forrás?]

## Gyermekkora
Natalia Tena Londonban született, spanyol szülők gyermekeként: anyja María Extremadurán titkárnője volt, baszk apja Jesús pedig ácsként dolgozott. Folyékonyan beszél spanyolul és baszk nyelven. Internátusban tanult, a Bedales intézetben.

## Karrier
Tena szakmai debütálása Ellie szerepéhez köthető, Egy fiúról (2002) filmben, ezután 2003-tól már csak színész munkákat vállalt. Főszerepeket játszott olyan színpadi adaptációkban, mint Gone to Earth 2004-ben, és a Nights at the Circus 2006-ban.
2007-ben Tena játszotta Nymphadora Tonks szerepét a Harry Potter és a Főnix Rendje film adaptációjában. Ugyanebben a szerepben tűnt fel a Harry Potter és a Félvér Herceg filmben 2009-ben, illetve a Harry Potter és a Halál ereklyéi első részében 2010-ben és a második részében 2011-ben. Tena leginkább Tonks szerepéről ismert, hála a sorozat nemzetközi sikerének.
Ő volt a házigazdája a "kulisszák mögötti jeleneteknek", amik a "Tonks nyomában" nevet viselték, a film DVD és Blu-ray kiadásán, és ezen jelenetek producereként és rendezőjeként is ő van feltüntetve. Szintén ezen munkája során előad egy eredeti Karácsonyi zenét, amit ő maga komponált míg utca zenészként dolgozott a londoni metró aluljárókban.
2011-ben eljátszotta a főszerepet a You Instead című skót filmben. Illetve szintén feltűnik Osha szerepében a Game of Thrones sorozatban 2013-ban Lapalux hivatalos videó-klipjében kapott szerepet.
2015-ben Tena a brit "Residue" sorozatban kapta meg Jennifer Preston főszerepét.

## Magánélet
Tenát édesanyja tanította meg zongorázni  amikor 5 éves volt. Nagy hatással volt rá Chuck Berry zenéje. 18 évesen költözött Londonba, ahol utcazenészként kereste a kenyerét. Miközben egy KneeHigh nevű színházi társulattal dolgozott, Tena megtanult harmonikán játszani. Tena a zenekara egyik tagjával Sam Apley-vel randevúzott, akivel később meg is alapította saját zenekarát, a Molotov Jukeboxot. Oona Chaplin közeli barátja.

## Filmográfia

### Film
| Év   | Magyar cím                          | Eredeti cím                                   | Szerep           | Magyar hang    |
| ---- | ----------------------------------- | --------------------------------------------- | ---------------- | -------------- |
| 2002 | Egy fiúról                          | About a Boy                                   | Ellie            | Molnár Ilona   |
| 2005 |                                     | The Fine Art of Love                          | Vera             |                |
| 2005 | Mrs. Henderson bemutatja            | Mrs Henderson Presents                        | Peggy            |                |
| 2007 | Harry Potter és a Főnix Rendje      | Harry Potter and the Order of the Phoenix     | Nymphadora Tonks | Bognár Anna    |
| 2008 |                                     | Lecture 21                                    | Thomson          |                |
| 2009 | Harry Potter és a Félvér Herceg     | Harry Potter and the Half-Blood Prince        | Nymphadora Tonks | Bognár Anna    |
| 2010 |                                     | Womb                                          | Rose             |                |
| 2010 |                                     | Ways to Live Forever                          | Annie            |                |
| 2010 | Harry Potter és a Halál ereklyéi 1. | Harry Potter and the Deathly Hallows – Part 1 | Nymphadora Tonks | Bognár Anna    |
| 2011 | Harry Potter és a Halál ereklyéi 2. | Harry Potter and the Deathly Hallows – Part 2 | Nymphadora Tonks | Bognár Anna    |
| 2011 | Inkább te                           | You Instead                                   | Morello          |                |
| 2012 | Bel Ami – A szépfiú                 | Bel Ami                                       | Rachel           |                |
| 2014 |                                     | 10,000 km                                     | Alex             |                |
| 2015 | SuperBob                            | SuperBob                                      | Dorris           | Parti Nóra     |
| 2017 |                                     | Amar                                          | Madre de Laura   |                |
| 2017 |                                     | Anchor and Hope                               | Kat              |                |
| 2020 | Szeretlek, te kis hülye             | I Love You, Stupid                            | Raquel           |                |
| 2020 | A baba                              | Baby                                          | Albinoa          |                |
| 2023 | John Wick: 4. felvonás              | John Wick: Chapter 4                          | Katia            | Németh Borbála |
| 2023 | John Wick: 4. felvonás              | John Wick: Chapter 4                          | Katia            | Solecki Janka  |

## További információ
- Natalia Tena a PORT.hu-n (magyarul)
- Natalia Tena az Internetes Szinkronadatbázisban (magyarul)
- Natalia Tena az Internet Movie Database-ben (angolul)
- Natalia Tena a Rotten Tomatoeson (angolul)